# الی گونزالس
الی گونزالس (انگلیسی: Ale González؛ زادهٔ ۱۸ دسامبر ۱۹۹۴) بازیکن فوتبال اهل اسپانیا است.
از باشگاه‌هایی که در آن بازی کرده‌است می‌توان به باشگاه ورزشی تنریف اشاره کرد.